# 倒卵叶景天
倒卵叶景天（学名：Sedum morotii）为景天科景天属的植物，是中国的特有植物。分布在中国大陆的西藏、四川等地，生长于海拔1,300米至2,800米的地区，见于路旁，目前尚未由人工引种栽培。

## 异名
- Sedum morotii Hamet var. pinoyi (Hamet) Froed.